# Bonifacius Cornelis de Jonge
Bonifacius Cornelis de Jonge (L'Aia, 22 gennaio 1875 – Zeist, 24 giugno 1954) è stato un politico olandese.

## Biografia

### La famiglia
De Jonge discendeva da una famiglia della piccola nobiltà olandese e possedeva il titolo ereditario di Jonkheer; suo padre Bonifacius (1834-1907) era un noto giurista ed era membro del parlamento. Successivamente de Jonge avrebbe sposato la baronessa Anna Cornelia van Wassenaer (1883-1959) dalla quale ebbe quattro figli. La minore delle figlie, Victoria (1920) ha sposato l'ex primo ministro olandese Victor Marijnen, esponente del centro cattolico.

### Attività politica
Fervente cattolico, de Jonge si laureò in diritto presso la Pontificia Università Gregoriana di Roma ed entrò immediatamente in politica; nel 1910 fu eletto in parlamento nelle file del CHU che allora era diretto da Dirk Jan de Geer, poi primo ministro, Jan Elias Schimmelpenninck van der Oye, presidente della camera alta del parlamento, dal conte Frederik van Bylandt e da Theo Heemskerk. Quando Heemskerk divenne primo ministro de Jonge succedette a Nicolaas Bosboom quale ministro della difesa, carica che detenne fino al 1918, quando gli fu affidato il ministero della marina nel governo di Pieter Cort van der Linden.
Conosciuto come un moderato cattolico, a partire dagli anni '20 de Jonge operò una violenta svolta reazionaria ed ultraconservatrice, che culminò con l'appoggio dato ai governi di destra di Hendrikus Colijn. Fu lo stesso Colijn a nominarlo governatore generale delle Indie Orientali Olandesi, incarico che mantenne fino al 1936, quando fu sostituito a causa della mancata repressione delle rivolte contadine scoppiate nella zona. Tornato nei Paesi Bassi, inizialmente vide con interesse la politica del Terzo Reich di Hitler, ma in seguito all'occupazione del suo paese ne divenne uno dei più strenui oppositori in seno alla società olandese, tanto da essere definito da Jan de Quay l'uomo di ferro dell'Olanda.

### Ultimi anni
Dopo la guerra ricoprì fino alla morte il seggio di parlamentare per il centro cristiano, divenendo alla sua morte nel 1954 il parlamentare più longevo.